# Rosbach (Kleine Nister)
Der Rosbach ist ein rechter Zufluss der Kleinen Nister bei Atzelgift. Er fließt im Westerwaldkreis.

## Verlauf
Der Rosbach entspringt etwa 1,5 km nördlich von Nauroth in dessen Gemeindegebiet. Von hier fließt er stetig nach Südwesten und wechselt zunächst in die Gemeinde Rosenheim über und danach in die Gemeinde Luckenbach. Er umfließt diesen Ort westlich und tritt zuletzt ins von Atzelgift über, wo er nordöstlich des Ortes und ihm gegenüber von rechts in die Kleine Nister mündet.

## Zuflüsse
Neben einigen sehr kleinen Nebenflüssen am Oberlauf des Baches ist der wichtigste Nebenfluss des Rosbach der Seifen (GKZ 272486-2). Er ist 2,19 km lang, entspringt im Gemeindegebiet von Nauroth und fließt stetig nach Westen, fast parallel südlich zum Rosbach, um im Ortszentrum von Luckenbach, hier meist kanalisiert, als linker Zufluss in diesen zu münden.

## Bilder

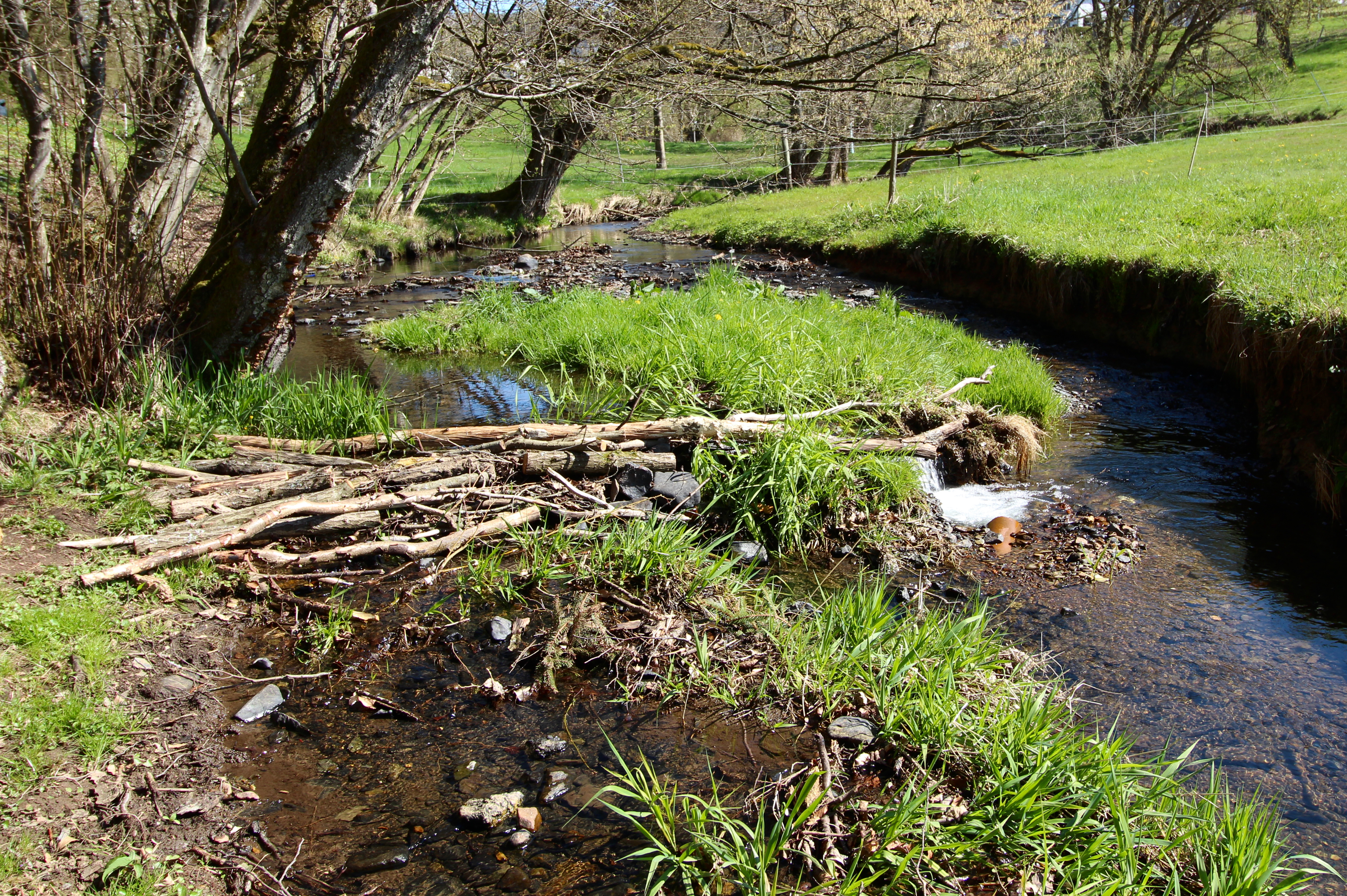
Der Rosbach bei der Gustav-Adolf-Kapelle in Luckenbach
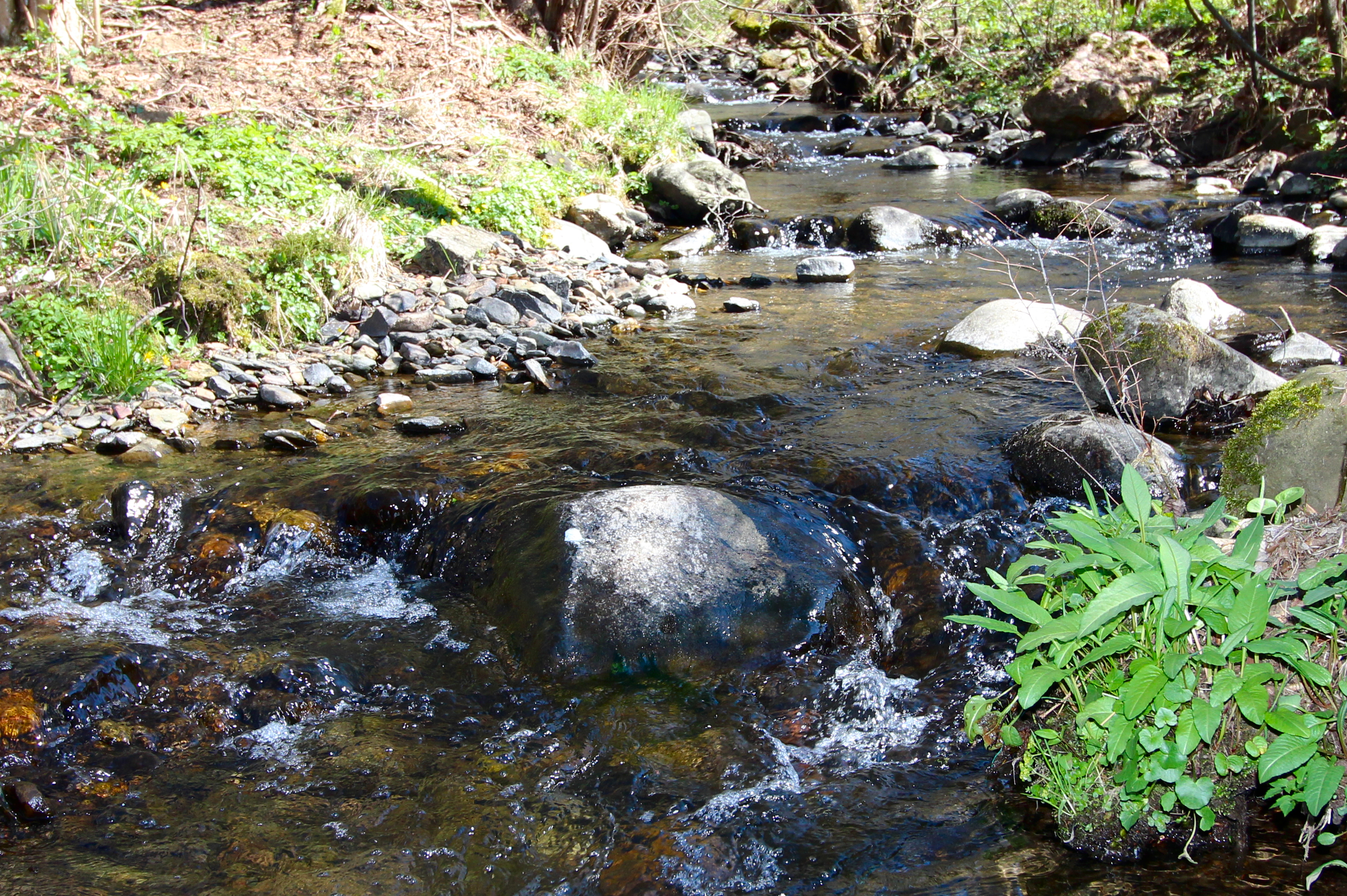
Der Rosbach kurz vor der Mündung in Atzelgift
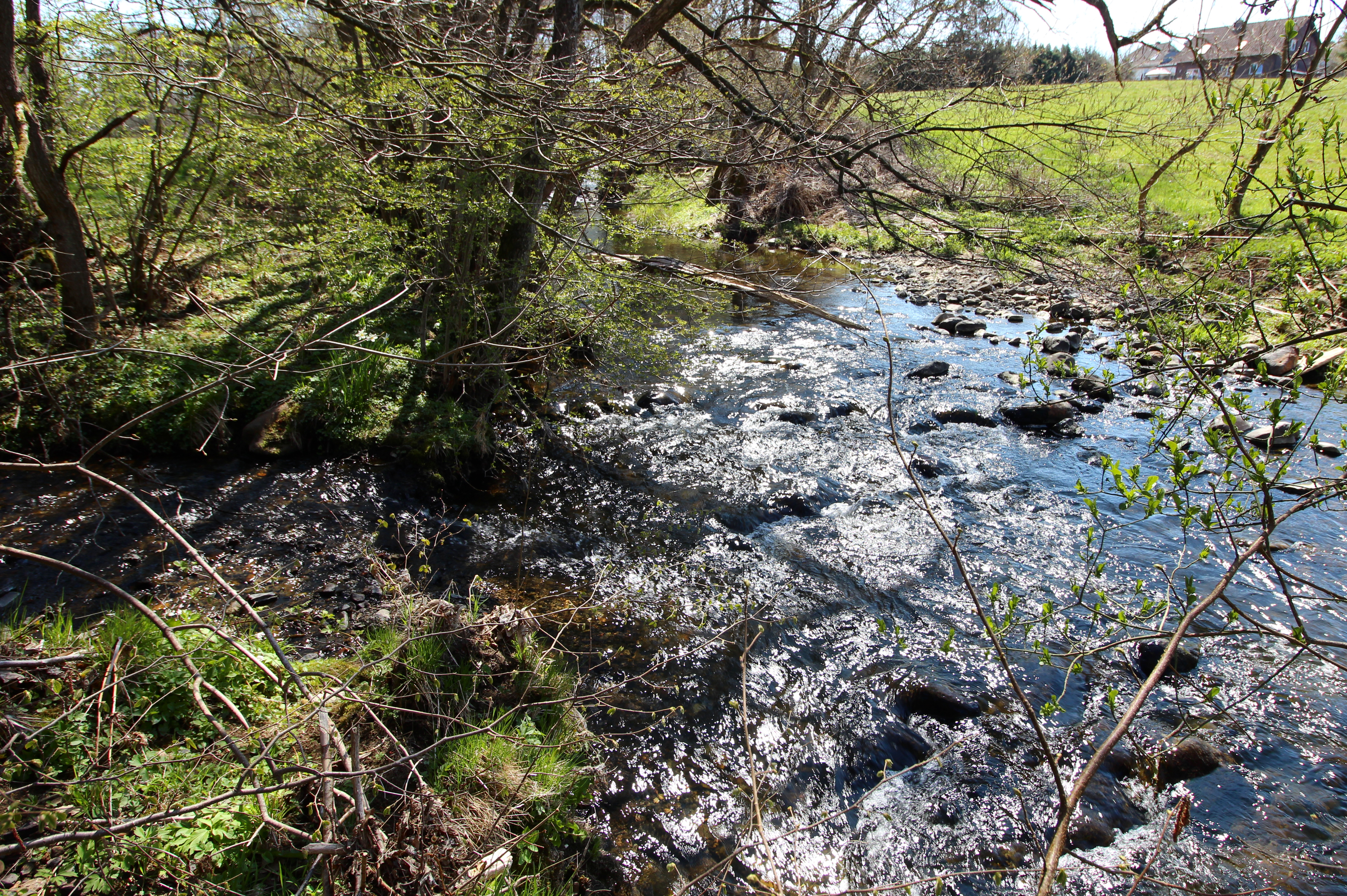
Der Zufluss des Rosbach (links) in die Kleine Nister
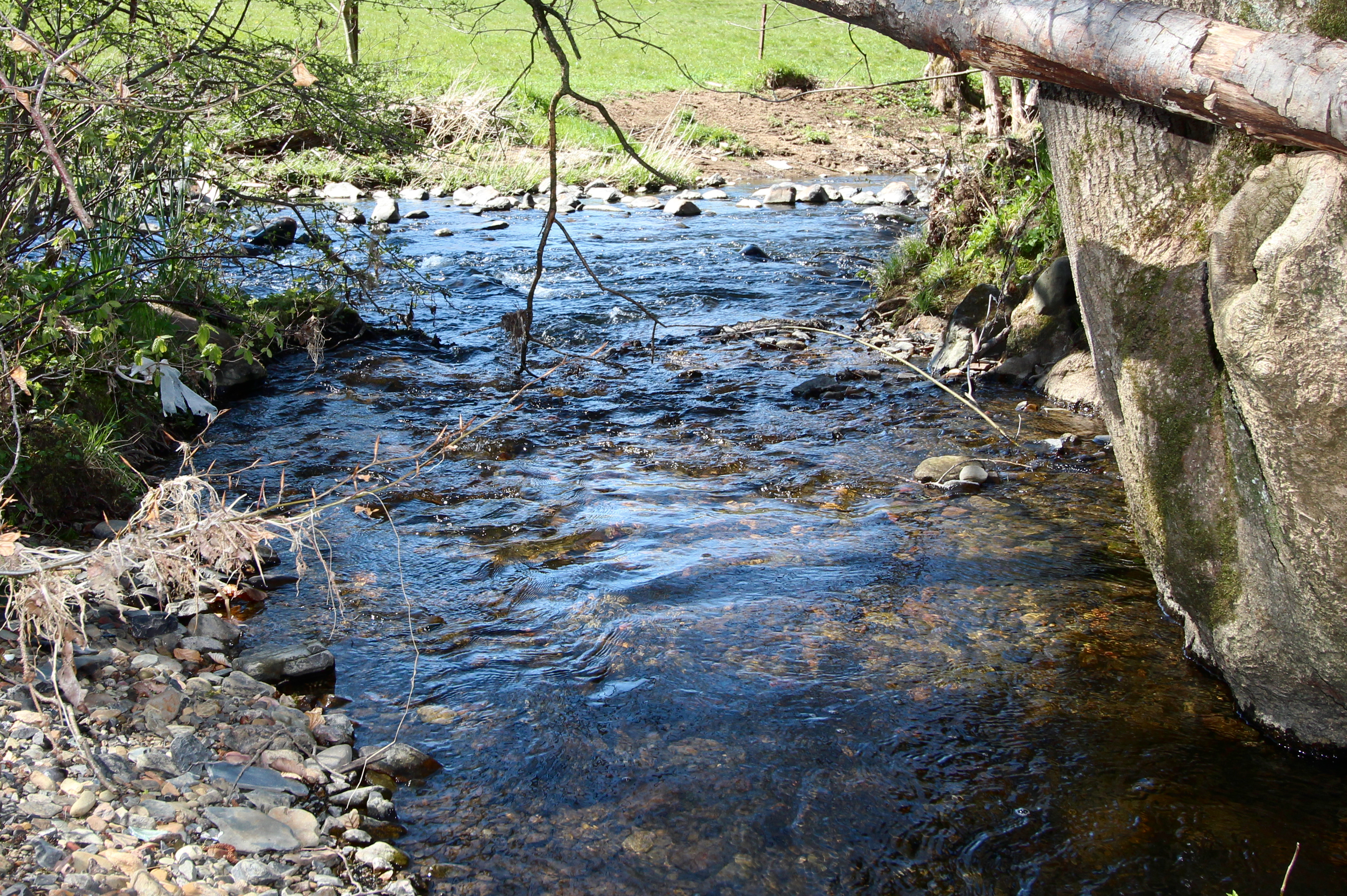
Der Zufluss des Rosbach (unten) in die Kleine Nister